# Anders Peter Sandströmer
Anders Peter Sandströmer, ursprungligen Sandström, född 4 oktober 1804 i Stockholm, död 1 december 1857 i Linköping, var en svensk ämbetsman och politiker. Han var bror till Theodor Sandström. 
Anders Peter Sandströmer blev kammarråd 1835. Han blev under sin tid som sekreterare i Statsutskottet 1840 till 1841 allmänt uppskattad och känd. Han blev på grund av detta utnämnd till landshövding  i Jämtlands län 1844, adlad enligt R.F. paragraf 37, 1847. År 1846 blev Sandströmer ordförande i skatteförenklingskommittén som lade fram många reformförslag. År 1848 blev han finansminister , samt genomförde som sådan många förbättringar och förenklingar i kameralväsendet. Han fick dessutom igenom en omorganisation av Statskontoret, samt förenklingar i uppbördsmännens redogörelser och så vidare. Han fick dock en viss opposition emot sig, och hamnade i konflikt med kungen samt kronprinsen. Denna konflikt gällde förslaget om grundskatternas avlösning. Han avgick 1851, och blev därefter landshövding i Skaraborgs län, vilket han var till sin död 1857.